# Firza
Firza (albanisch auch Firzë, serbisch-kyrillisch Фирза) ist ein kosovarisches Dorf der Gemeinde Gjakova. Es liegt fünf Kilometer südlich der Stadt Gjakova und 6,5 km nordöstlich der albanischen Grenze.

## Geographie
Bekannt ist Firza für den angrenzenden Park Shkugëz.
An der anderen Seite vom Dorf liegt ein langes großes Stück Wald-Bergland, wo auch die Grenze zum Staat Albanien verläuft.

## Bevölkerung
Die Volkszählung 2011 weist eine Einwohnerzahl von 443 aus. Alle Personen (100 %) sind Albaner. 403 (90,97 %) deklarierten sich als Katholiken und 40 als Muslime.
| Zensus    | 1948 | 1953 | 1961 | 1971 | 1981 | 1991 | 2011 |
| --------- | ---- | ---- | ---- | ---- | ---- | ---- | ---- |
| Einwohner | 173  | 189  | 231  | 259  | 399  | 505  | 443  |